# Ларрі Пейдж
Ло́уренс Е́двард «Ла́ррі» Пейдж (англ. Lawrence Edward "Larry" Page, нар. 26 березня 1973) — американський дослідник інтернет-технологій, розробник пошукової системи і співзасновник компаній «Google», Alphabet та інших (разом із Сергієм Бріном); мільярдер, один із найбагатших у світі.

## Дитинство та освіта
Леррі Пейдж народився в Лансинг (штат Мічиган, США). Ларрі Пейдж — син Карла Віктора Пейджа-старшого, професора комп'ютерних наук в Університеті штату Мічиган, і Глорії Пейдж, викладача програмування там же. Його мати єврейка і мала дуже релігійне виховання, його дід по матері пізніше імігрував в Ізраїль.
Закінчив середню школу Іст-Лансінга ( East Lansing High School). Здобув ступінь бакалавра комп'ютерних наук в Мічиганському університеті і ступінь магістра в Стенфордському університеті.

## Бізнес
Під час навчання в Стенфордському університеті Пейдж познайомився з іншим аспірантом-математиком — Сергієм Бріном. Згодом вони разом організували і запустили інтернет-компанію «Google», яка почала свою діяльність в 1998 р. Пейдж спільно з Сергієм Бріном займав пост президента в компанії до 2001 р., коли вони запросили Еріка Шмідта, який став президентом і головним виконавчим директором «Google». 4 квітня 2011 Пейдж змінив Шмідта на посту головного виконавчого директора.
2015 року Брін і Пейдж заснували нову компанію-об'єднання Alphabet, до якої увійшла Google та інші компанії, якими вони володіли.
Пейдж входить до числа найбагатших людей планети з 49,6 млрд доларів, займаючи 6-е місце в рейтингу «Forbes» (станом на 16 листопада 2018 р.). Спільно із Сергієм Бріном ним був куплений пасажирський літак Boeing 767 для особистого користування.

## Google

### 1998—2010рр.

#### Заснування
Марк Малсід написав у художній історії 2003 року :
Вимагаючи коштів від викладачів, сім'ї та друзів, Брін і Пейдж зібрали достатньо, щоб купити кілька серверів і орендувати той знаменитий гараж у Менло-Парку. … [невдовзі] співзасновник Sun Microsystems Енді Бехтольшайм виписав чек на 100 000 доларів у Google, Inc. Єдина проблема була: «Google, Inc.» ще не існувало — компанія ще не була зареєстрована. Два тижні, поки вони оформляли документи, хлопцям не було куди внести гроші. 
У 1998 році Брін і Пейдж включили Google, Inc. з початковим доменним ім'ям «Googol», що походить від числа, яке складається з одиниці, за яким слідують сто нулів, що представляє величезну кількість даних, які пошукова система мала намір досліджувати. Після заснування Пейдж призначив себе генеральним директором, а Брін, названий співзасновником Google, був президентом Google.
До червня 2000 року Google проіндексував один мільярд Інтернет-адрес (Uniform Resource Locators), що зробило його найповнішою пошуковою системою в Інтернеті на той час. Компанія процитувала дані NEC Research Institute у своєму пресрелізі від 26 червня, в якому стверджується, що «сьогодні в мережі є понад 1 мільярд вебсторінок», причому Google «надає доступ до 560 мільйонів повнотекстових індексованих вебсторінок і 500 мільйонів частково проіндексованих URL-адрес».

#### Ранній стиль управління
Під час свого першого перебування на посаді генерального директора Пейдж зробив спробу звільнити всіх менеджерів проєктів Google у 2001 році. План Пейджа передбачав, що всі інженери Google підпорядковуються віцепрезиденту з інженерії, який потім підпорядковується безпосередньо йому — Пейдж пояснив, що він не любить неінженерів, які контролюють інженерів через їх обмежені технічні знання. Пейдж навіть задокументував свої принципи управління, щоб його команда використовувала як довідник:
- Не передавайте повноваження: робіть усе можливе, щоб справи йшли швидше.
- Не заважайте, якщо ви не додаєте цінності. Нехай люди, які виконують роботу, розмовляють один з одним, а ви йдете робити щось інше.
- Не будь бюрократом.
- Ідеї важливіші за вік. Те, що хтось молодший, не означає, що він не заслуговує на повагу та співпрацю.
- Найгірше, що ви можете зробити, це перешкодити комусь щось зробити, сказавши: «Ні, крапка». Якщо ви скажете ні, ви повинні допомогти їм знайти кращий спосіб зробити це.[11]

Попри те, що нова модель Пейджа була нежиттєздатною і викликала невдоволення серед постраждалих працівників, його проблема з інженерами, якими керує неінженерний персонал, набула популярності. Пейдж також вважав, що чим швидше пошукова система Google повертає відповіді, тим більше вона буде використовуватися. Він пережив над мілісекундами та підштовхував своїх інженерів — від тих, хто розробив алгоритми, до тих, хто будував центри даних, — до роздумів над відставанням. Він також наполягав на тому, щоб домашня сторінка Google була дуже рідкою, розсіяною в дизайні, оскільки це допомогло б швидше завантажувати результати пошуку.

### 2001—2011рр.

#### Зміни в управлінні та розширенні
До того, як два найвідоміших інвестори Кремнієвої долини, Kleiner Perkins і Sequoia Capital, погодилися інвестувати в Google загальну суму 50 мільйонів доларів, вони чинили тиск на Пейджа, щоб він пішов у відставку з поста генерального директора, щоб більш досвідчений лідер міг створити «команду менеджменту світового класу». Пейдж зрештою поступпився після зустрічі з іншими технологічними директорами, зокрема Стівом Джобсом та Ендрю Гроувов з Intel. Ерік Шмідт, який обійняв посаду голови правління Google у березні 2001 року, залишив свою повну посаду генерального директора Novell, щоб зайняти ту ж посаду в Google у серпні того ж року, а Пейдж перейшов на посаду президента з продуктів.
Під керівництвом Шмідта Google пройшов період значного зростання та розширення, який включав його первинне публічне розміщення (IPO) 20 серпня 2004 року. Він завжди діяв у консультації з Пейджем і Бріном, коли він приступив до ініціатив, таких як наймання виконавчої команди та створення системи управління продажем. Пейдж залишався босом в Google в очах працівників, оскільки він давав остаточне схвалення всіх нових наймів, і саме Пейдж поставив підпис на IPO, останній зробив його мільярдером у віці 30 років.
Пейдж очолив придбання Android за 50 мільйонів доларів у 2005 році, щоб реалізувати свої амбіції щодо надання кишенькових комп'ютерів у володіння споживачів, щоб вони могли отримати доступ до Google будь-де. Покупка була здійснена без відома Шмідта, але генерального директора не турбувало відносно невелике придбання. Пейдж захопився Android і проводив багато часу з генеральним директором і співзасновником Android Енді Рубіном. У вересні 2008 року T-Mobile випустила G1, перший телефон із програмним забезпеченням Android, а до 2010 року 17,2 % ринку телефонів складали продажі Android, вперше обігнавши Apple. Незабаром Android став найпопулярнішою мобільною операційною системою у світі.

#### Заміщення посади генерального директора в Google
Після оголошення в січні 2011 року Пейдж офіційно став виконавчим директором Google 4 квітня 2011 року, а Шмідт пішов у відставку, щоб стати виконавчим головою. До цього часу ринкова капіталізація Google склала понад 180 мільярдів доларів і понад 24 000 співробітників. Репортер Макс Нісен описав десятиліття до другого призначення Пейджа на посаду генерального директора Google як «втрачене десятиліття», сказавши, що, хоча він справляв значний вплив на Google через розробку продуктів та інші операції, з часом він ставав дедалі більше відключеним і менш чуйним.
Шмідт оголосив про завершення свого перебування на посаді генерального директора 20 січня 2011 року, жартома написавши у Twitter: «Нагляд дорослих більше не потрібен».

### 2011—2013рр.
Як новий генеральний директор Google, двома ключовими цілями Пейджа були розвиток більшої автономії для керівників, які контролюють найважливіші підрозділи, а також вищий рівень співпраці, спілкування та єдності між командами. Потім Пейдж також сформував те, що ЗМІ називали «L-Team», групу старших віцепрезидентів, які підпорядковувалися безпосередньо йому та працювали біля його офісу частину робочого тижня. Крім того, він реорганізував вище керівництво компанії, помістивши керівника, схожого на генерального директора, на вершину найважливіших продуктових підрозділів Google, включаючи YouTube, AdWords і Google Search.
Дотримуючись більш згуртованого командного середовища, Пейдж оголосив про нову політику «нульової терпимості до бою», яка контрастувала з його підходом на початку існування Google, коли він використовував свої жорсткі та інтенсивні суперечки з Бріном як приклад для вищого керівництва. Пейдж змінив своє мислення під час перебування на посаді генерального директора, оскільки врешті-решт дійшов висновку, що для досягнення амбітних цілей потрібна гармонійна динаміка команди. У рамках спільного процесу омолодження Пейджа продукти та програми Google були консолідовані та зазнали естетичного перегляду.

#### Зміни та процес консолідації
Щонайменше 70 продуктів, функцій і послуг Google були в кінцевому підсумку закриті до березня 2013 року, а зовнішній вигляд і характер решти були уніфіковані. Джон Вайлі, провідний дизайнер Пошуку Google на той час, назвав капітальний ремонт Пейджа, який офіційно розпочався 4 квітня 2011 року, «Проєкт Кеннеді», заснований на використанні Пейджем терміну «місячні постріли» для опису амбітних проєктів в інтерв'ю Wired у січні 2013 року.  Ініціатива під назвою «Kanna» раніше намагалася створити єдину естетику дизайну для асортименту продуктів Google, але на той момент в історії компанії було надто складно, щоб одна команда здійснила такі зміни. Матіас Дуарте, користувацький досвід, коли «Kennedy» почав працювати, пояснив у 2013 році, що «Google пристрасно піклується про дизайн». Пейдж продовжив консультації з командою дизайнерів Google Creative Lab, що базується в Нью-Йорку, щоб знайти відповідь на своє запитання про те, як може виглядати «згуртоване бачення» Google.
Кінцеві результати «Kennedy», які поступово розгорталися з червня 2011 року по січень 2013 року, були описані технологічною публікацією The Verge як зосереджені на «витонченості, білому просторі, чистоті, еластичності, корисності і, перш за все, простоті». Кінцеві продукти були узгоджені з метою Пейджа щодо послідовного набору продуктів, які можуть «швидко рухатися», а Дуарте назвав «Кеннеді» «революцією дизайну». Команда розробників «UXA» (користувацький/графічний інтерфейс) Пейджа потім виникла з проєкту «Kennedy», якому було поставлено завдання «розробити і розробити справжню структуру інтерфейсу користувача, яка трансформує програмне забезпечення Google у красиву, зрілу, доступну та послідовну платформу для своїх користувачів». Невеличкий підрозділ UXA був створений для того, щоб «Кеннеді» став «інститутом», про який не говорили публічно.

#### Стратегія придбання та нові продукти
Придбавши продукти та компанії для Google, Пейдж запитав, чи пройшло придбання бізнесу тест на зубну щітку як початковий кваліфікаційний критерій, задавши питання: «Чи це те, чим ви будете користуватися один-два рази на день, і чи покращує це ваше життя?». Цей підхід шукав корисність вище прибутковості, а довгостроковий потенціал — замість короткострокової фінансової вигоди, що було відзначено як рідкість у процесах придбання бізнесу.
Оскільки вплив Facebook швидко зростав на початку другого перебування Пейджа на посаді, він нарешті відповів на інтенсивну конкуренцію з власною соціальною мережею Google, Google+, у середині 2011 року. Після кількох затримок соціальна мережа була випущена за допомогою дуже обмежених польових випробувань, і її очолив Вік Гундотра, тодішній старший віцепрезидент Google із соціальних мереж.
У серпні 2011 року Пейдж оголосив, що Google витратить 12,5 мільярдів доларів на придбання Motorola Mobility. Покупка була в першу чергу мотивована потребою Google отримати патенти, щоб захистити Android від судових позовів компаній, включно з Apple Inc. Пейдж написав в офіційному блозі Google 15 серпня 2011 року, що «компанії, включно з Microsoft і Apple, об'єднуються в антиконкурентних патентних атаках на Android. Департамент юстиції Сполучених Штатів повинен був втрутитися в результатах одного недавнього патенту, щоб „захистити конкуренцію та інновації у спільноті з відкритим кодом…“. Наше придбання Motorola посилить конкуренцію шляхом посилення патентного портфеля Google, що дозволить нам краще захистити Android від антиконкурентних загроз з боку Microsoft, Apple та інших компаній». У 2014 р. Пейдж продав Motorola Mobility за 2,9 мільярда доларів виробнику персональних комп'ютерів Lenovo, що за два роки втратив 9,5 мільярдів доларів.
Пейдж також наважився на апаратне забезпечення, і Google представила Chromebook у травні 2012 року. Апаратним продуктом був ноутбук, який працював на операційній системі Google Chrome OS.

### 2019
3 грудня 2019 року Ларрі Пейдж оголосив, що піде з посади генерального директора Alphabet і його замінить генеральний директор Google Сундар Пічаї. Пічаї також залишиться генеральним директором Google. Співзасновник Пейдж і Google і президент Alphabet Сергій Брін оголосив про зміну в спільному дописі в блозі: «Оскільки Alphabet тепер добре закріплена, а Google та інші ставки працюють ефективно як незалежні компанії, настав природний час спростити нашу структуру управління. Ми ніколи не займали керівні посади, коли думали, що є кращий спосіб керувати компанією. А Alphabet і Google більше не потребують двох генеральних директорів і президента».

## Сім'я
З 2020 року разом із сім'єю живе на острові Фіджі. Він подарував острову медичне обладнання і привіз його власним літаком. Натомість він продав свою яхту Senses із вертолітним майданчиком, яку купив у 2011 році за 45 млн дол.

## Інтернет-ресурси
- Коротка біографія в Google [Архівовано 20 листопада 2010 у Wayback Machine.]
- Персональна сторінка на Forbes.com [Архівовано 20 лютого 2012 у Wayback Machine.]